# Acacia xanthocarpa
Acacia xanthocarpa é uma espécie de leguminosa do gênero Acacia, pertencente à família Fabaceae.